# Cylindroleberidoidea
Cylindroleberidoidea is een superfamilie van kreeftachtigen uit de klasse van de Ostracoda (mosselkreeftjes).

## Familie
- Cylindroleberididae Müller, 1906